# Pixote
Pixote: a Lei do Mais Fraco es una película brasileña de 1980 dirigida por Héctor Babenco. El guion fue escrito por Babenco y Jorge Durán, basados en el libro A Infância dos Mortos de José Louzeiro. Fue protagonizada por Fernando Ramos da Silva (quien fue asesinado a los 19 años por la policía brasileña en São Paulo) como Pixote y Marília Pêra como Sueli. La trama gira en torno a un joven que es utilizado como delincuente infantil en atracos y transporte de drogas.

## Sinopsis
Se trata de un relato en forma de documental sobre la juventud delincuente de Brasil y cómo es utilizada por la policía corrupta y otras organizaciones criminales para cometer delitos. Tras una redada policial de niños de la calle, Pixote es enviado a un reformatorio de menores. La prisión es una escuela infernal en la que Pixote inhala pegamento como medio de escape emocional ante las constantes amenazas de abuso y violación. Pronto queda claro que los jóvenes delincuentes son sólo peones en los juegos criminales y sádicos de los guardias de la prisión y de su comandante.

## Reparto
- Fernando Ramos da Silva es Pixote
- Jorge Julião es Lilica
- Gilberto Moura es Dito
- Edilson Lino es Chico
- Zenildo Oliveira Santos es Fumaça
- Claudio Bernardo es Garatao
- Israel Feres David es Roberto Pie de Plata
- Jose Nilson Martin dos Santos es Diego
- Marília Pêra es Sueli
- Jardel Filho es Sapatos Brancos
- Rubens de Falco es Juiz
- Elke Maravilha es Debora
- Tony Tornado es Cristal
- Beatriz Segall es la viuda
- João José Pompeo es Almir